# Edition Fischerinsel
Edition Fischerinsel war ein Buchverlag in Ostberlin von 1990 bis 1991.

## Geschichte
Im September 1990 gründete der Verleger Helfried Schreiter den Verlag Edition Fischerinsel, wahrscheinlich als Teil seines Zeitschriftenverlages Das Blatt. Benannt wurde er nach der gleichnamigen Altberliner/Cöllner Insel. Es erschienen dort einige interessante Titel zur Wendezeit und zur jüngeren DDR-Geschichte. Bald danach wurde der Verlag wieder aufgelöst.

## Publikationen (Auswahl)
- Rudolph Klaus (Hrsg.): Die letzten Tage der DDR. Bürger berichten vom Ende ihrer Republik, 1990
- Manfred Rebner: Frau Präsidentin hat Geburtstag. Bonmots und bad words aus 200 Tagen Volkskammer, 1990, aus den Sitzungen der ersten frei gewählten Volkskammer
- Gregor Klemens: Geheime Verschlußsache. Aus Akten und Dokumenten der SED, 1990
- Gregor Gysi, Thomas Falkner: Der Sturm aufs Große Haus. Der Untergang der DDR, 1990
- Frank Schumann: Glatzen am Alex. Rechtsextremismus in der DDR, 1990
- Helge-Heinz Heinker: Marketing zum Selbermachen, 1990
- Harald Thom: Kneipen. Der andere Berlin-Führer, 1990
- Bertha von Suttner: Ariela. Dora’s Bekenntnisse, (Karoline-Bibliothek), 1990